# Csúfak és gonoszak
A Csúfak és gonoszak (eredeti cím: Brutti sporchi e cattivi) 1976-ban  bemutatott olasz tragikomédia. 
Ettore Scola filmjének ötlete a Róma külvárosában, barakklakásokban élőkről szóló híradásokból származik. Scola Pier Paolo Pasolini jó barátja volt. Pasolini A csóró (1961) és Mamma Róma (1962) című korai alkotásai különösen nagy hatással voltak Scolára, hiszen ezek a filmek ugyanabban a miliőben játszódtak, mint a Csúfak és gonoszak. A tragikus hangvétel helyett azonban Scola a humort helyezte középpontba. A hitelesség megteremtése érdekében viszont Pasolini módszerét követte. Eredeti helyszíneken forgatott, csupán a főszerepet bízta hivatásos színészre – Nino Manfredi remekel Giacinto szerepében –, a többi szerepre amatőröket szerződtetett. Közöttük felbukkan Ettore Garofolo, aki a Mamma Róma fontos szereplője volt, és Franco Merli, aki egy kései Pasolini-film, Az Ezeregyéjszaka virágai (1974) férfi főszerepét játszotta, de szerepelt a Salò, avagy Szodoma 120 napjában (1975) is. A párbeszédek megírásában részt vett a római argó nagy szakértőjének számító Sergio Citti, aki korábban Pasolini számára is nyújtott már hasonló segítséget, és mellesleg barátja pártfogásával maga is figyelemre méltó rendező lett. Szó volt arról, hogy a Csúfak és gonoszakhoz Pasolini mond majd bevezetőt, ám a rendezőt még a forgatás befejezése előtt, 1975-ben meggyilkolták az ostiai tengerparton. A Csúfak és gonoszak az 1970-es évek végén a magyar mozikba is eljutott, ahol szép sikert aratott. Amikor évekkel később a Magyar Televízió műsorra tűzte a filmet, és szinkront készített hozzá, a moziverzió címét az eredeti olasz címnek megfelelően Csúfak, piszkosak és gonoszakra változtatták.
Az élőszereplők játékfilm rendezője Ettore Scola, producerei Carlo Ponti és Romano Dandi. A forgatókönyvet Sergio Citti, Ruggero Maccari és Ettore Scola írta, a zenéjét Armando Trovajoli szerezte. A mozifilm a Compagnia Cinematografica Champion és a Surf Film gyártásában készült. 
Olaszországban 1976. szeptember 23-án, Magyarországon 1979. augusztus 2-án mutatták be a mozikban.

## Cselekmény
Róma nyomornegyedében járunk. Itt él Giacinto népes családjával egy saját maga által eszkábált kunyhóban. A férfi egy munkahelyi balesetben elvesztette fél szeme világát, amiért egymillió líra kártérítést kapott a biztosítótól. Giacinto meggyőződése, hogy mindegyik családtagja meg szeretné kaparintani a pénzét, és ebben tulajdonképpen nem is téved. A család tagjai egyáltalán nem szentéletűek, akad közöttük piti tolvaj és transzvesztita prostituált is. Mindazonáltal a família egyáltalán nem lóg ki a környezetből, hiszen a nyomortanyán hozzájuk hasonlók tengetik mindennapjaikat. Mindenki a maga módján próbál kitörni ebből a világból: Tommasina például aktmodellként dolgozik, és anyjához hasonlóan arról ábrándozik, hogy egyszer majd filmszerződéshez jut. Ebben a kis közösségben a szex az egyik leggyakoribb és legkedveltebb időtöltési forma. Van, akinek összejön, van, akinek nem. Fernando, a transzvesztitaként dolgozó férfi prostituált egy ízben például hátulról hágja meg sógornőjét, aki éppen egy lavór fölé hajolva hajat mos. Giacinto az ablakon keresztül véletlenül megpillantja őket. Még aznap éjjel kihívja a menyét a WC-be, mindenféle ribancnak lehordja, majd hallgatásáért cserébe azt akarja, hogy a nő ugyanazt tegye vele, mint délután Fernandóval.

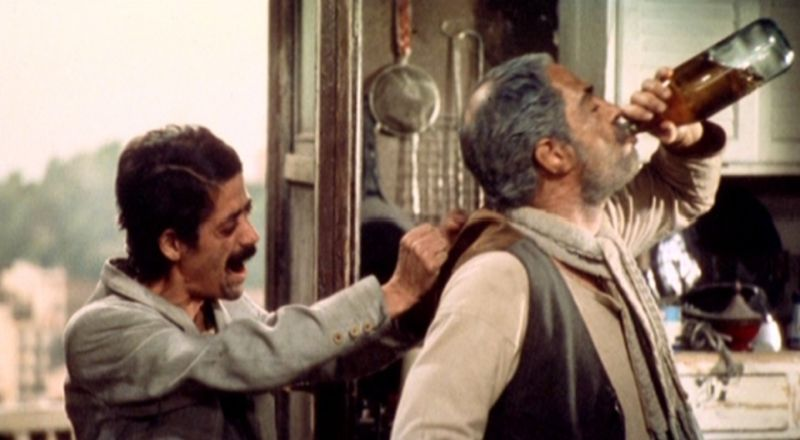

Egyik nap Giacinto nem találja a pénzét a rejtekhelyen. Óriási patáliát rendez, mindent felforgat, mondván, hogy meglopták. A felforrósodott helyzetben puskájával még az egyik fiára is rálő, mire elviszik a rendőrök. Távollétében persze a család mindent tűvé tesz, hogy megtalálják a dugipénzt. Giacintót némi hivatalos ejnye-bejnye után szabadlábra helyezik. Ő persze siet haza, és még útközben eszébe jut, hogy valójában nem oda rejtette a pénzt, ahol eredetileg kereste. Hazaérkezése után kárörvendően szemléli családja eredménytelen kutatásának nyomait: persze a háziak azt mondják, csupán nagytakarítást végeznek. Giacinto nem is zavarja őket, elmegy iszogatni. Megismerkedik egy testes prostituálttal. Közben a család sem marad pénz nélkül, hiszen jön az értesítés a nagymama nyugdíjáról. Rögtön az egész család felkerekedik, szélsebesen betolják a tolószékes nagymamát a városi postahivatalba, hogy felvegye a pénzt. Utána a nyugdíjat azonnal szétosztják egymás között. Azért persze az öreglány is kap legalább egy nyalókát azzal a jó tanáccsal, hogy lassan szopogassa, hogy kitartson a következő nyugdíjig. Éjszaka Giacinto hazaviszi a hitvesi ágyba a testes örömlányt. A feleség persze óriási cirkuszt rendez, mindenkit fellármáz a kunyhóban, de a felfordulás csak arra jó, hogy közben az egyik fiú is meghágja Giacinto új barátnőjét. Másnap Giacinto vásárolni megy a testes tramplival. A családtagok attól félnek, hogy még a végén az összes dugipénzét az új nőre fogja költeni. Hogy ezt megakadályozzák, elhatározzák, hogy megölik Giacintót. Kapóra jön egy keresztelői ebéd, ahol a felesége patkánymérget tartalmazó fogást tálal fel neki. Giacinto be is fal mindent, és hamar rosszul lesz. Zűrzavar támad, az örömlány persze Giacinto védelmére kel, és amíg mindenki vele törődik, addig a családfő az utolsó erejével elkerékpározik a helyszínről. A vízparton kihányja az elfogyasztott ételt. Éjszaka bosszút áll: a házat rágyújtja a családjára. Mindenki megmenekül, ám Giacinto még nem vett teljes elégtételt. A gyújtogatás után ugyanis eladja a telket egy másik nincstelen, népes famíliának, akik hamarosan meg is jelennek a helyszínen. Persze vita támad arról, hogy ki menjen és ki maradjon, verekedés is kitör, ám a vége az, hogy a két család összeköltözik, és még szűkösebben élnek együtt, mint addig. Giacintóval és a barátnőjével…

## Magyar kritikai visszhang
„Sajátos világba visz Ettore Scola furcsa című filmje, a Csúfak, koszosak, gonoszak. A felejthetetlen De Sica-film, a Csoda Milánóban környezete elevenedik meg, csak nem mesei lírával, hanem vaskos és kemény realizmussal. Ebben a »ládavárosban« iszonyú körülmények között és borzasztó módon élnek az emberek, akikre valóban érvényes a cím valamennyi jelzője. De Scola nagy bravúrja, hogy bebizonyítja – ezek is teljes értékű emberi életek, telve igazi érzelmekkel, indulatokkal és legfőképp valami elpusztíthatatlan életerővel, amitől még a legszörnyűbb dolgok is derűssé válhatnak – ha ilyen kitűnően ábrázolják őket.”

(Bán Róbert: Cannes 1976 – Egy magyar díj és néhány film., Film Színház Muzsika 1976/23, 1976. június 5., 14. oldal)
„Ennek a filmnek az emberei csakugyan csúfak, gonoszak, sőt – az eredeti olasz cím harmadik tagja szerint is – piszkosak. Testileg, lelkileg. […] És Scola ezen a trágyadombon, az emberi rosszaságoknak ebben a fertőgócában, elképesztően nyers hangzatokkal lírizál az emberi természet mibenlétéről. A trágárság és a trivialitás vásári zűrzavarában igenis költészetet fakaszt, anélkül, hogy külön teret szentelne rá. Minden eldurvult, elállatiasodott, erkölcsi nullpont alá süllyedt ebben a környezetben, ám ez a kifordított családi idill nem csak vádol, hanem rátapint a kifosztottságra, az emberibb lehetőségek hiányára is, amit ennek az életformának a kárvallottjai rablással, fosztogatással, ütlegekkel, egymás kijátszásával, gyilkolásával, egyszóval tömény gonoszsággal kompenzálnak.”

(Sas György kritikája. Film Színház Muzsika 1979/31, 1979. augusztus 4., 11. oldal)

## Szereplők

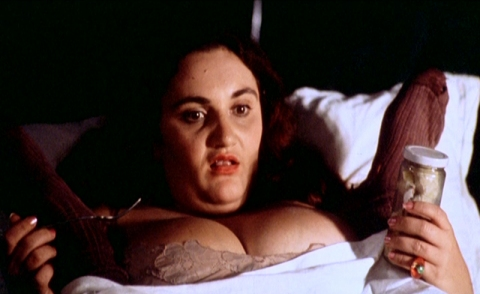
Iside (Maria Luisa Santella)

| Szereplő                   | Színész               | Magyar hang          |
| -------------------------- | --------------------- | -------------------- |
| Giacinto Mazzatella        | Nino Manfredi         | Szabó Gyula          |
| Iside                      | Maria Luisa Santella  | Pécsi Ildikó         |
| Matilde                    | Linda Moretti         | Fónay Márta          |
| Antonecchia nővér          | Giovanni Rovini       | Gyenge Árpád         |
| Domizio                    | Francesco Anniballi   | Koroknay Géza        |
| Camillo                    | Ettore Garofolo       | Dózsa László         |
| Plinio                     | Alfredo D’Ippolito    | Harsányi Gábor       |
| Dora                       | Adriana Russo         | Esztergályos Cecília |
| Gaetana                    | Maria Bosco           | Mányai Zsuzsa        |
| Lisetta                    | Giselda Castrini      | Voith Ági            |
| Adolfo                     | Mario Santella        | Timár Béla           |
| Romolo                     | Luciano Pagliuca      | Straub Dezső         |
| Paride                     | Giancarlo Fanelli     | Izsóf Vilmos         |
| Cesaretto                  | Aristide Piersanti    | Szabó Ottó           |
| Felügyelő                  | Francesco Crescimone  | Suka Sándor          |
| Tommasina anyja            | Zoe Incrocci          | Győri Ilona          |
| Tommasina                  | Clarisse Monaco       | Soproni Ági          |
| Marcella Celhoio           | Marcella Battisti     | Szécsi Vilma         |
| Assunta Celhoio            | Assunta Stacconi      | Feleki Sári          |
| Diomede                    | N/A                   | Bálint György        |
| Vevő a házra               | N/A                   | Füzessy Ottó         |
| Fernando                   | Franco Merli          | N/A                  |
| Maria Libera               | Marina Fasoli         | N/A                  |
| Marce                      | Marco Marsili         | N/A                  |
| Tato                       | Giuseppe Paravati     | N/A                  |
| Paride felesége            | Silvana Priori        | N/A                  |
| Oste                       | Ennio Antonelli       | N/A                  |
| Fekete asszony a barakkban | Beryl Cunningham      | N/A                  |
| Maga, a boszorka           | Silvia Ferluga        | N/A                  |
| Santandrea atya            | Franco Marino         | N/A                  |
| Postai tisztviselő         | Marcella Michelangeli | N/A                  |

## Díjak és jelölések
Cannes-i filmfesztivál (1976)
- jelölés: Arany Pálma (legjobb film)
- díj: Ettore Scola (legjobb rendező)

## Televíziós megjelenések
MTV-2 / M2, Duna TV, M1